# Kalmarowate
Kalmarowate (Loliginidae) – rodzina kałamarnic obejmująca głowonogi o niezbyt dużych rozmiarach, ale o istotnym znaczeniu ekologicznym i gospodarczym. Są poławiane w dużych ilościach i na całym świecie wysoko cenione ze względu na smaczne mięso. Wykorzystuje się je w badaniach biomedycznych.

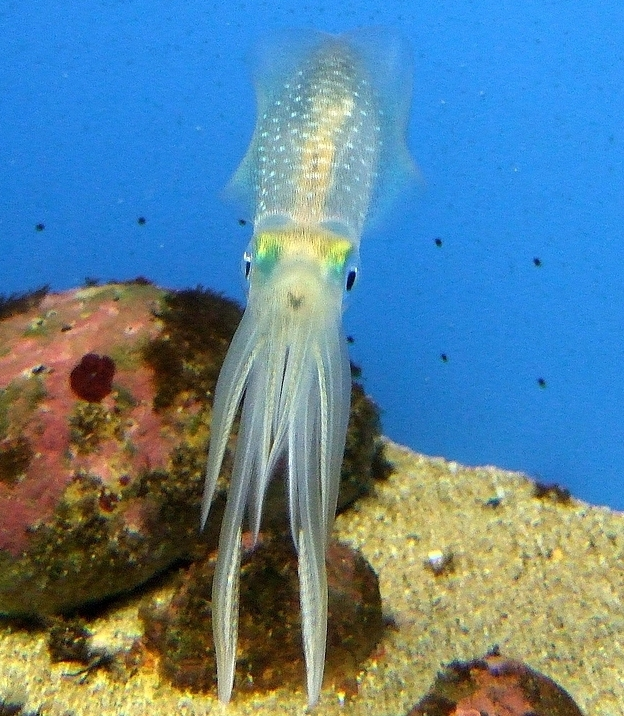
Sepioteuthis lessoniana

## Budowa
Charakteryzują się krępym tułowiem, dużą głową i wyłupiastymi okrągłymi oczami. W przedniej części płaszcza mają charakterystyczny występ grzbietowy, a zatrzask zamykający lejek ma prostą budowę, co różni je od strzalikowatych. Kalmarowate mają zróżnicowane kształty ciała: od krępych i krótkich po wydłużone i wąskie. Długość płaszcza waha się od 3 do 100 cm. Płetwy są zawsze połączone w tylnej części ciała. Soczewki oczu są okryte rogówką. Szeroki, prawie przezroczysty gladius przechodzi przez całą długość płaszcza.

## Ekologia
Większość gatunków występuje w przydennych lub pelagialnych wodach szelfowych, dlatego zaliczane są do grupy tzw. kalmarów nerytycznych. Pływają przede wszystkim w strefie tropikalnej. W strefach umiarkowanych są rzadziej spotykane. Niektóre gatunki odbywają wędrówki sezonowe. Pływają szybko i sprawnie, często całymi ławicami. Ich podstawowym pokarmem są ryby doganiane i chwytane w toni wodnej.

## Klasyfikacja

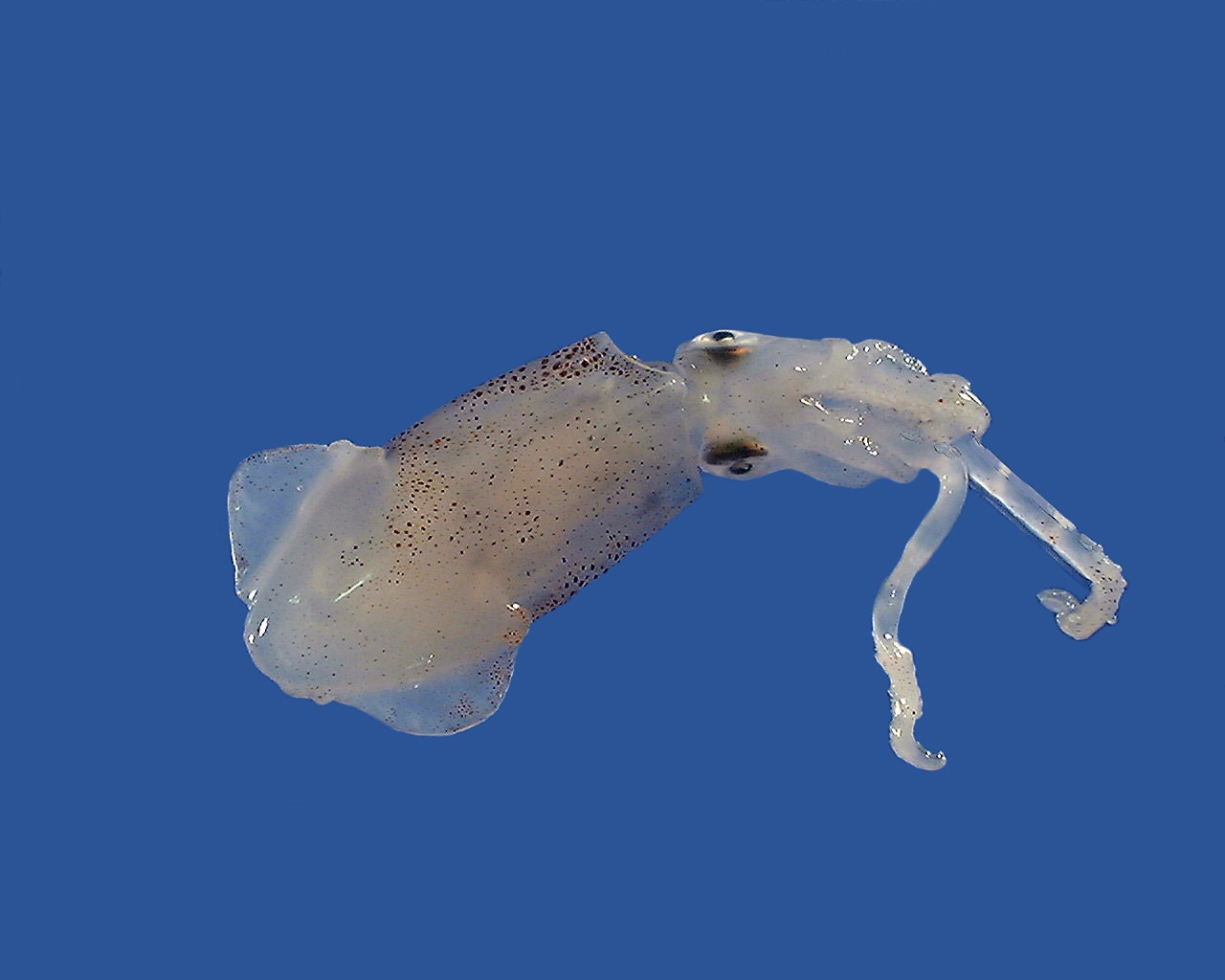
Lolliguncula brevis

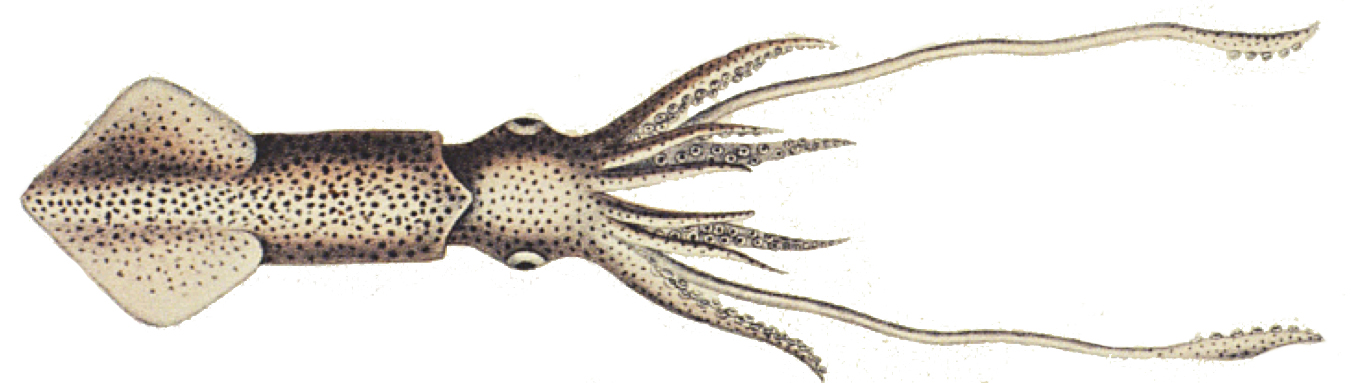
Loliolus sumatrensis

Klasyfikacja biologiczna tej rodziny jest problematyczna. Badacze podkreślają dwie grupy trudności z tym związanych. Pierwsza, na poziomie gatunku, to problemy związane z obecnością gatunków kryptycznych oraz możliwości hybrydyzacji pomiędzy takimi – blisko ze sobą spokrewnionymi – gatunkami. Druga grupa problematycznych zagadnień to znalezienie cech homologicznych na podstawie morfologii i ustalenie systematyki powyżej poziomu gatunku. Wśród gatunków kryptycznych znane są też gatunki sympatryczne.
Do kalmarowatych zaliczono około 50 współcześnie występujących gatunków, grupowanych w rodzajach:
- Aestuariolus
- Afrololigo
- Alloteuthis
- Doryteuthis
- Heterololigo
- Loligo
- Loliolus
- Lolliguncula
- Pickfordiateuthis
- Sepioteuthis
- Uroteuthis

Rodzajem typowym rodziny jest Loligo.